# 1701 w muzyce
Wydarzenia muzyczne w 1701 roku.

## Wydarzenia
- Georg Philipp Telemann  spotyka po raz pierwszy Händla.
- Powstaje Słoweńskie Towarzystwo Filharmoniczne.
- Konkurs operowy w Dorset Gardens w Londynie, na najlepsze opracowanie muzyczne maski 'The Judgement of Paris' Williama Congreve, wygrywa John Weldon, drugi jest  John Eccles a trzeci zaś Daniel Purcell.

## Dzieła
- Giovanni Henrico Albicastro XII Suonate a tre, due violini et violoncello col basso per l'organo
- Tomaso Albinoni 12 Baletti de Camera
- Johannes Schenck Scherzi musicali

## Dzieła operowe
- Daniel Eccles – Acis and Galantea
- Reinhard Keiser – Störtebecker und Jödge Michaels

## Urodzili się
- 10 stycznia – Johann Caspar Simon, niemiecki organista i kompozytor (zm. 1776)
- 20 stycznia – Joseph-Hector Fiocco, belgijski kompozytor (zm. 1741)
- 19 czerwca – François Rebel, francuski kompozytor i skrzypek (zm. 1775)

## Zmarli
- 15 lutego – Adam Drese, niemiecki kompozytor i kapelmistrz okresu baroku (ur. 1620)
- 13 października – Andreas Anton Schmelzer, austriacki skrzypek i kompozytor (ur. 1653)